# Graf van de onbekende soldaat (Rome)

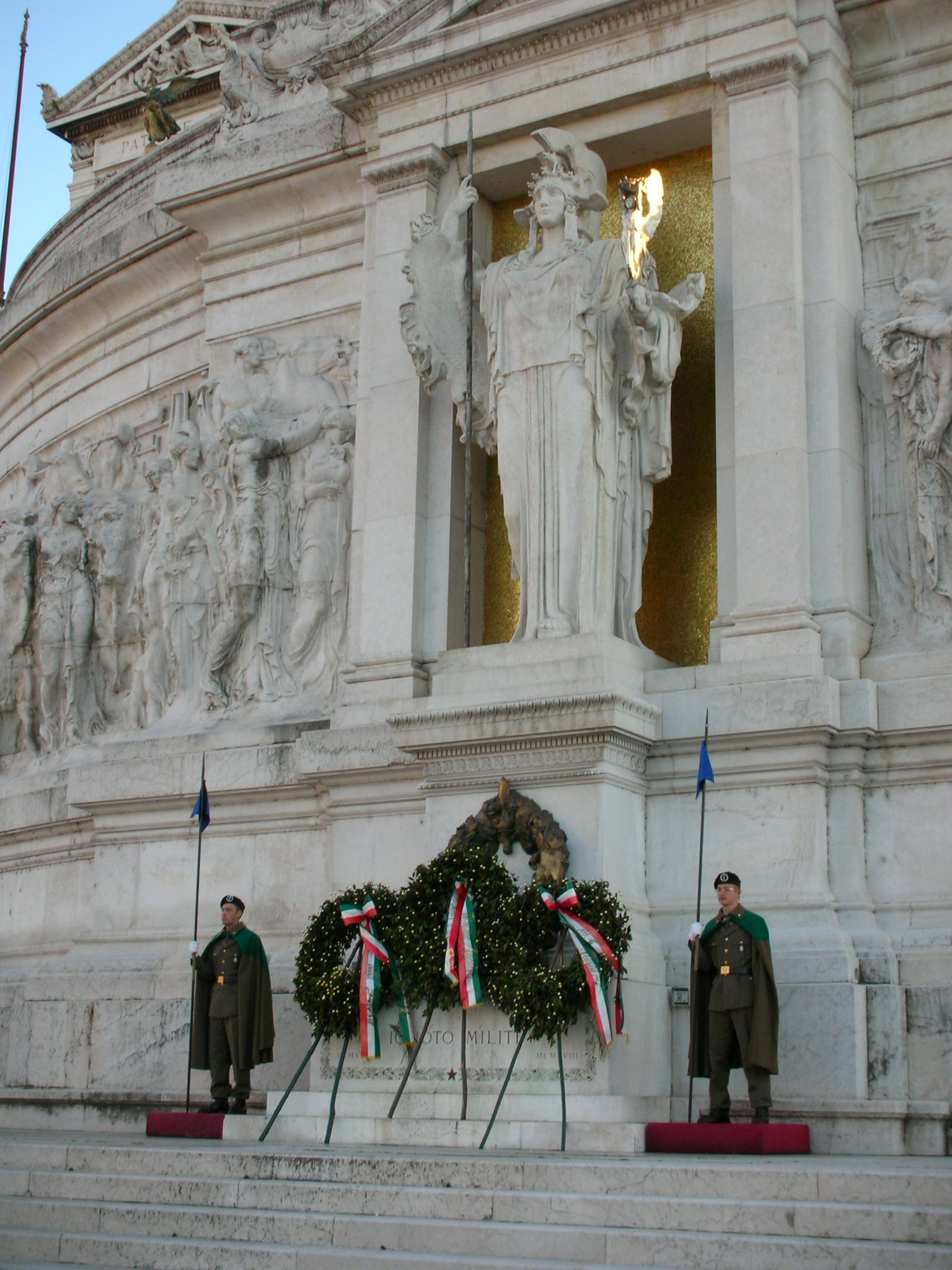
Graf van de onbekende soldaat in Rome

Het Graf van de onbekende soldaat (Italiaans: Tomba del milite ignoto) is een monument in Rome waar het stoffelijk overschot begraven werd van een onbekende soldaat. Met dit monument worden de talrijke Italiaanse soldaten geëerd die zijn gesneuveld in de Eerste Wereldoorlog.
Na de Eerste Wereldoorlog nam generaal Giulio Douhet het initiatief voor een monument. Op 26 oktober 1921 maakte Maria Bergamas, die tijdens de oorlog een zoon verloren had, een keus uit elf lichamen van ongeïdentificeerde soldaten. Bij een staatsbegrafenis op 4 november 1921 werd dit lichaam in Rome begraven aan de voet van het Altaar van het Vaderland (Ara della Patria). Dit altaar is onderdeel van het Monument van Victor Emanuel II dat werd gebouwd tussen 1885 en 1935. De overige tien soldaten werden begraven in Aquileia. 